# Curicó
Curicó är en stad i centrala Chile och är den näst största staden i regionen Maule. Folkmängden uppgick till cirka 125 000 invånare vid folkräkningen 2017.
Curicó är huvudort i kommunen med samma namn.